# Mujiaoshakua ichinosawana
Mujiaoshakua ichinosawana är en fjärilsart som beskrevs av Matsumura 1925. Mujiaoshakua ichinosawana ingår i släktet Mujiaoshakua och familjen mätare. Inga underarter finns listade i Catalogue of Life.